# Vibrio cholerae
Vibrio cholerae, starinsko Vibrio comma, je vrsta bacilov, ki povzročajo kolero. Gre za rahlo zvito gramnegativno fakultativno anaerobno bakterijo z bičkom. Kolero povzročajo le nekateri sevi. Prvič jo je kot povzročitelja kolere osamil italijanski anatom Filippo Pacini leta 1854, vendar odkritje ni postalo poznano širši javnosti, dokler ni Robert Koch 30 let kasneje samostojno objavil dognanj o bolezni in njenem zdravljenju.

## Patogeneza
Med okužbo sprošča V. cholerae toksin kolere, beljakovino, ki povzroča močno vodeno drisko.

## Genom
V. cholerae vsebuje dva krožna kromosoma iz DNK s skupno 4 milijoni baznimi pari, ki zapisujejo 3.885 genov. Gene za toksin kolere prenaša temperatni bakteriofag CTXφ, ki jih nato vstavi v dednino V. cholerae. CTXφ lahko te gene prenaša iz enega bakterijskega seva V. cholerae v drugega.

### Bakteriofag CTXφ
CTXφ je vlaknati (filamentozni) fag, ki vsebuje gene za toksin kolere. Kužni delci CTXφ se proizvajajo, ko V. cholerae okuži človeka. Fagi se sprostijo iz bakterijske celice, ne da bi prišlo do celične lize. Ko CTXφ okuži druge bakterije V. cholerae, se vstavi na določena mesta obeh kromosomov. Ta mesta pogosto vsebujejo parne nabore (angl. tandem arrays) integriranega profaga CTXφ. Poleg genov ctxA in ctxB, ki zapisujeta toksin kolere, vsebuje CTXφ osem genov, ki se vključujejo v razmnoževanje, pakiranje, izločanje, vgrajevanje in uravnavanje faga. Genom faga CTXφ meri v dolžino 6,9 kb.

## Ekologija in epidemiologija
Rezervoar V. cholerae so ljudje in vodni viri, na primer slankaste vode in rečna ustja, kjer se zadržujejo v ceponožcih in drugem zooplanktonu, lupinarjih in vodnem rastlinju. Nedavne študije so pokazale, da globalno segrevanje ustvarja nova okolja, ustrezna za zadrževanje bakterije.
Okužbe s kolero so najpogosteje posledica zaužitja vode, v kateri se V. cholerae naravno nahaja ali kamor se je bakterija vnesla preko fecesa okuženih oseb. Pogostejši vzrok je tudi zaužitje okuženih rib ali lupinarjev. O prenosu s človeka na človeka so poročali redko.